# Parafia Matki Bożej Brzemiennej w Gdańsku Matemblewie

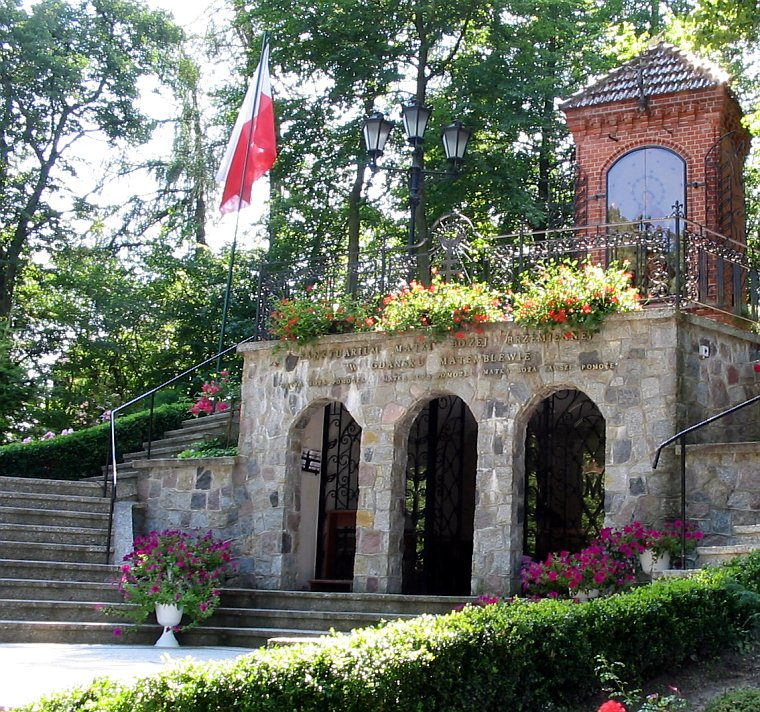
Wzgórze z kaplicą i figurą Matki Bożej Brzemiennej

Parafia Matki Bożej Brzemiennej w Gdańsku Matemblewie – rzymskokatolickie sanktuarium i parafia położone na osiedlu Matemblewo w gdańskiej dzielnicy Brętowo przy ulicy Matemblewskiej. Wchodzi w skład dekanatu Gdańsk Oliwa, który należy do archidiecezji gdańskiej.
Przy sanktuarium w 1994 wybudowano Dom Samotnej Matki im. Jana Pawła II – Caritas, gdzie znajdują schronienie i opiekę będące w trudnej sytuacji ciężarne dziewczęta i kobiety. Posługę wobec matek i dzieci sprawują od września 1993 siostry ze Zgromadzenia Sióstr Kanoniczek Ducha Świętego. Dom od chwili powstania prowadzony był przez parafię, natomiast od 1 lipca 2012 prowadzenie nad placówką przejęło Caritas Archidiecezji Gdańskiej.

## Proboszczowie
- 1989–1994: ks. kan. Kazimierz Krucz[4]
- 1994–2012: ks. kan. mgr Wiesław Wiśniewski[5]
- 2012–2015: ks. dr Wojciech Paszko[6]
- od 2015: ks. kan. mgr Andrzej Pradela[7]